# Öskjuvatn
Öskjuvatn est un lac situé sur les Hautes Terres d'Islande.
Sa superficie est de 11 km2 environ. Le lac a une profondeur maximale de 220 mètres, ce qui en fait le second lac le plus profond d'Islande après le Jökulsárlón avec 260 mètres.
Le lac occupe la caldeira la plus centrale de l'Askja, au nord-est du glacier Vatnajökull. Celle-ci s'est formée par effondrement dans les semaines qui ont suivi l'énorme éruption du maar Víti en 1875. Le volume de l'effondrement est sensiblement égal à celui des éjectas de cette éruption.
Le 10 juillet 1907, deux Allemands, le géologue berlinois Walther von Knebel (de) (1880-1907) et le peintre Max Rudloff, disparurent sur le lac sans laisser de traces. La fiancée de Knebel, Ina von Grumbkow (1872-1942), monta l'année suivante une expédition pour les rechercher. Mais on ne trouva rien. Une plaque de marbre fixée sur un cairn sur la rive nord du lac rappelle leur souvenir.
Ina von Grumbkow souhaitait donner au lac le nom de Knebel, et au cratère celui de Rudloff, ce à quoi le seul survivant de la première expédition, l'étudiant Hans Spethmann (1885-1957), se conforma dans ses publications ultérieures. Ces dénominations ne passèrent toutefois pas dans l'usage.